# Liste des conseillers régionaux du Finistère
Le département français du Finistère compte actuellement 24 conseillers régionaux sur les 83 élus qui composent le conseil régional de Bretagne.

## Évolution du nombre de conseillers régionaux élus
À l'heure actuelle, le nombre de conseillers régionaux élus dans le Finistère est fixé à 24, soit un de plus que lors de la précédente mandature. Celui-ci a évolué au fil du temps puisqu'on comptait 25 sièges à pourvoir dans le département lors des premières élections régionales.
| 1986-1992 | 1992-1998 | 1998-2004 | 2004-2010 | 2010-2015 | 2015-2021 | 2021-2028 |
| --------- | --------- | --------- | --------- | --------- | --------- | --------- |
| 25        | 25        | 25        | 24        | 24        | 23        | 24        |

## Listes par mandature

### 2021-2028
|                     | Michaël Quernez *        | PS   | 01 | Groupe social-démocrate de Bretagne                        | Maire de Quimperlé                                                |
|                     | Régine Roué              | ECO  | 02 | Bretagne ma vie                                            | —                                                                 |
|                     | Loïc Hénaff              | DVG  | 03 | Groupe social-démocrate de Bretagne                        | —                                                                 |
|                     | Forough Salami-Dadkhah * | PS   | 04 | Groupe social-démocrate de Bretagne                        | Conseillère municipale de Quimper, 10e vice-présidente de QBO     |
|                     | Christian Troadec *      | PLB  | 05 | Autonomie et régionalisme                                  | Maire de Carhaix-Plouguer                                         |
|                     | Émilie Kuchel            | PS   | 06 | Groupe social-démocrate de Bretagne                        | Adjointe au maire de Brest                                        |
|                     | Olivier Le Bras          | DVG  | 07 | Groupe social-démocrate de Bretagne                        | Conseiller municipal de Saint-Thégonnec Loc-Eguiner               |
|                     | Laurence Fortin *        | DVC  | 08 | Groupe social-démocrate de Bretagne                        | Ancienne maire de La Roche-Maurice                                |
|                     | Fortuné Pellicano        | PRG  | 09 | Groupe social-démocrate de Bretagne                        | Adjoint au maire de Brest                                         |
|                     | Gaël Le Meur             | PS   | 10 | Groupe social-démocrate de Bretagne                        | —                                                                 |
|                     | Denis Palluel            | ECO  | 11 | Bretagne ma vie                                            | Maire d'Ouessant                                                  |
|                     | Gladys Grelaud           | PCF  | 12 | Communistes et progressistes                               | —                                                                 |
|                     | Stéphane Roudaut         | DVD  | 01 | Hissons haut la Bretagne - Droite, centre et régionalistes | Maire de Gouesnou, 1er vice-président de Brest métropole          |
|                     | Gaëlle Nicolas           | LR   | 02 | Hissons haut la Bretagne - Droite, centre et régionalistes | Maire de Châteaulin                                               |
|                     | Yvan Moullec             | UDI  | 03 | Hissons haut la Bretagne - Droite, centre et régionalistes | Maire de Plouhinec et vice-président de la CCCSPR                 |
|                     | Agnès Le Brun            | DVD  | 04 | Hissons haut la Bretagne - Droite, centre et régionalistes | Ancienne maire de Morlaix                                         |
|                     | Ronan Pichon             | EÉLV | 01 | Les Écologistes de Bretagne - Ekologourien Breizh          | Conseiller municipal de Brest                                     |
|                     | Christine Prigent        | EÉLV | 02 | Les Écologistes de Bretagne - Ekologourien Breizh          | —                                                                 |
|                     | Christian Guyonvarc'h    | UDB  | 03 | Breizh a-gleiz - Autonomie, écologie, territoires          | —                                                                 |
|                     | Julie Dupuy              | EÉLV | 04 | Les Écologistes de Bretagne - Ekologourien Breizh          | —                                                                 |
|                     | Tristan Bréhier          | RE   | 01 | Nous la Bretagne - Ni Breizhiz                             | —                                                                 |
|                     | Alexandra Guilloré       | HOR  | 02 | Nous la Bretagne - Ni Breizhiz                             | Conseillère municipale de Landerneau, vice-présidente de la CAPLD |
|                     | Renée Thomaïdis          | RN   | 01 | Rassemblement national                                     | —                                                                 |
|                     | Patrick Le Fur           | RN   | 02 | Rassemblement national                                     | —                                                                 |
| * Vice-président(e) |                          |      |    |                                                            |                                                                   |

### 2015-2021
|                     | Marc Coatanéa            | PS puis LREM | 01 | Bremañ - Bretagne en marche                                     | Conseiller municipal de Brest                                    |
|                     | Emmanuelle Rasseneur     | PS puis G.s  | 02 | Alliance progressiste des socialistes et démocrates de Bretagne | Maire de Gourlizon                                               |
|                     | Richard Ferrand          | PS puis LREM | 03 | Bremañ - Bretagne en marche                                     | Député (6e circ.), président de l'Assemblée nationale            |
|                     | Gaël Le Meur             | PS           | 04 | Alliance progressiste des socialistes et démocrates de Bretagne | Conseillère municipale de Concarneau                             |
|                     | Gwenegan Bui             | PS           | 05 | Alliance progressiste des socialistes et démocrates de Bretagne | Député (4e circ.)                                                |
|                     | Laurence Fortin *        | PS puis DVG  | 06 | Alliance progressiste des socialistes et démocrates de Bretagne | Maire de La Roche-Maurice                                        |
|                     | Roland Jourdain          | DVG          | 07 | Alliance progressiste des socialistes et démocrates de Bretagne | —                                                                |
|                     | Forough Salami-Dadkhah * | PS           | 08 | Alliance progressiste des socialistes et démocrates de Bretagne | Adjointe au maire de Brest, vice-présidente de Brest métropole   |
|                     | Karim Ghachem            | PS puis LREM | 09 | Bremañ - Bretagne en marche                                     | —                                                                |
|                     | Gaëlle Vigouroux         | PCF app.     | 10 | Communistes et progressistes                                    | —                                                                |
|                     | Pierre Karleskind *      | PS puis LREM | 11 | Bremañ - Bretagne en marche                                     | Conseiller municipal de Brest, vice-président de Brest métropole |
|                     | Mona Bras                | REG          | 12 | Régionalistes                                                   | Adjointe au maire de Guingamp (22)                               |
|                     | Alain Le Quellec         | DVG          | 13 | Radicaux de gauche et apparentés                                | Maire de Quéménéven                                              |
|                     | Sylvaine Vulpiani        | PS           | 14 | Alliance progressiste des socialistes et démocrates de Bretagne | —                                                                |
|                     | Olivier Le Bras          | DVG          | 15 | Alliance progressiste des socialistes et démocrates de Bretagne | Adjoint au maire de Saint-Thégonnec                              |
|                     | Gaëlle Nicolas           | LR           | 01 | Droite, centre et régionalistes                                 | Maire de Châteaulin, présidente de la CCPCP                      |
|                     | Stéphane Roudaut         | LR puis DVD  | 02 | Droite, centre et régionalistes                                 | Maire de Gouesnou, vice-président de Brest métropole             |
|                     | Isabelle Le Bal          | MoDem        | 03 | Bretagne unie, centristes, démocrates et régionalistes          | 1re adjointe au maire de Quimper                                 |
|                     | Bruno Quillivic          | LR           | 04 | Droite, centre et régionalistes                                 | Adjoint au maire de Concarneau                                   |
|                     | Agnès Le Brun            | LR puis DVD  | 05 | Droite, centre et régionalistes                                 | Maire de Morlaix, ancienne députée européenne                    |
|                     | Patrick Le Fur           | FN-RN        | 01 | Rassemblement national                                          | —                                                                |
|                     | Renée Thomaïdis          | FN-RN        | 02 | Rassemblement national                                          | —                                                                |
|                     | Philippe Miailhes        | FN-RN        | 03 | Rassemblement national                                          | —                                                                |
| * Vice-président(e) |                          |              |    |                                                                 |                                                                  |

### 2010-2015
|                     | Marylise Lebranchu    | PS  | 01 | -                          | Députée (4e circ.), ministre                                                  |
|                     | Pierre Karleskind     | PS  | 02 | -                          | Conseiller municipal de Brest                                                 |
|                     | Laurence Fortin       | PS  | 03 | -                          | Adjointe puis maire de La Roche-Maurice                                       |
|                     | Richard Ferrand       | PS  | 04 | -                          | Député (6e circ.), conseiller général de Carhaix-Plouguer                     |
|                     | Gaël Le Meur          | PS  | 05 | -                          | Conseillère municipale de Concarneau                                          |
|                     | Émile Bihan           | BÉ  | 06 | -                          | —                                                                             |
|                     | Gaëlle Abily *        | PCF | 07 | Communiste et progressiste | Adjointe au maire de Brest                                                    |
|                     | Gérard Mével          | PS  | 08 | -                          | —                                                                             |
|                     | Forough Salami        | PS  | 09 | -                          | —                                                                             |
|                     | Gwenegan Bui *        | PS  | 10 | -                          | Député (4e circ.)                                                             |
|                     | Lena Louarn *         | REG | 11 | -                          | —                                                                             |
|                     | Nicolas Morvan        | PS  | 12 | -                          | Maire de Moëlan-sur-Mer                                                       |
|                     | Haude Le Guen         | BÉ  | 13 | -                          | —                                                                             |
|                     | Jean-Claude Lessard   | PS  | 14 | -                          | —                                                                             |
|                     | Sylvaine Vulpiani     | PS  | 15 | -                          | —                                                                             |
|                     | Bernadette Malgorn    | DVD | 01 | -                          | Conseillère municipale de Brest                                               |
|                     | Jacques Le Guen       | UMP | 02 | -                          | Député (5e circ.), conseiller général, adjoint au maire de Plounévez-Lochrist |
|                     | Françoise Louarn (br) | UMP | 03 | -                          | —                                                                             |
|                     | Ludovic Jolivet       | UMP | 04 | -                          | Conseiller municipal puis maire de Quimper                                    |
|                     | Gaëlle Nicolas        | UMP | 05 | -                          | Maire de Châteaulin, vice-présidente de la CCPCP                              |
|                     | Joël Marchadour       | UMP | 06 | -                          | Maire de Ploudaniel, président de la CCPLCL                                   |
|                     | Janick Moriceau       | EÉ  | 01 | -                          | —                                                                             |
|                     | Yannik Bigouin        | DVG | 02 | -                          | Adjoint au maire de Plouguerneau                                              |
|                     | Naïg Le Gars          | UDB | 03 | -                          | Ancienne adjointe au maire de Pluguffan                                       |
| * Vice-président(e) |                       |     |    |                            |                                                                               |

### 2004-2010
|                     | Marylise Lebranchu *    | PS             | 01 | -         | Députée (4e circ.), ancienne ministre                                                                       |
|                     | Jean-Jacques Urvoas     | PS             | 02 | -         | Député (1re circ.)                                                                                          |
|                     | Yohann Nédélec          | PS             | 18 | -         | Conseiller municipal puis maire du Relecq-Kerhuon Remplace Jean-Jacques Urvoas à partir du 1er juillet 2007 |
|                     | Dany Bellour            | PS             | 03 | -         | Adjointe au maire de Concarneau                                                                             |
|                     | Marc Labbey *           | PS             | 04 | -         | Conseiller municipal de Brest, vice-président de la CUB                                                     |
|                     | Janick Moriceau *       | LV             | 05 | -         | — |
|                     | Jean-Pierre Thomin      | PS             | 06 | -         | Maire de Landerneau, ancien conseiller général                                                              |
|                     | Gaëlle Abily *          | PCF            | 07 | -         | Adjointe au maire de Brest                                                                                  |
|                     | Jean-Claude Lessard     | PS             | 08 | -         | Ancien conseiller municipal de Plogonnec                                                                    |
|                     | Yvette Duval            | PS             | 09 | -         | Conseillère municipale de Plouzané, ancienne conseillère générale                                           |
|                     | Christian Troadec       | DVG            | 10 | -         | Maire de Carhaix-Plouguer                                                                                   |
|                     | Véronique Raher-Hériaud | PS             | 11 | -         | — |
|                     | Gérard Mével *          | PS             | 12 | -         | Conseiller municipal de Fouesnant                                                                           |
|                     | Nathalie Bernard        | PS             | 13 | -         | — |
|                     | Nicolas Morvan          | PS             | 14 | -         | Maire de Moëlan-sur-Mer, président de la Cocopaq                                                            |
|                     | Naïg Le Gars            | UDB            | 15 | -         | Adjointe au maire de Pluguffan                                                                              |
|                     | Éric Le Bour            | PCF            | 16 | -         | Adjoint au maire de Rosporden                                                                               |
|                     | Forough Salami          | PS             | 17 | -         | — |
|                     | Hélène Tanguy           | UMP            | 01 | -         | Députée-maire du Guilvinec                                                                                  |
|                     | Ambroise Guellec        | UMP            | 02 | -         | Maire de Pouldreuzic, député européen                                                                       |
|                     | Isabelle Le Bal         | UDF puis MoDem | 03 | UDF-Modem | Adjointe au maire de Quimper                                                                                |
|                     | Louis Caradec           | UDF puis MoDem | 04 | UDF-Modem | Maire de Plougonvelin                                                                                       |
|                     | Claudine Péron          | UMP            | 05 | -         | Conseillère municipale de Brest                                                                             |
|                     | Joël Marchadour         | UMP            | 06 | -         | Maire de Ploudaniel                                                                                         |
|                     | Françoise Louarn (br)   | DVD            | 07 | -         | — |
| * Vice-président(e) |                         |                |    |           | |

### 1998-2004
|                     | Ambroise Guellec *      | UDF-FD puis UMP | 01 | - | Maire de Pouldreuzic                                                                                                   |
|                     | Hélène Tanguy *         | RPR puis UMP    | 02 | - | Députée-maire du Guilvinec                                                                                             |
|                     | Marguerite Lamour       | UDF-FD puis UMP | 03 | - | Députée-maire de Ploudalmézeau                                                                                         |
|                     | Yvon Callec             | UDF-AD puis UMP | 12 | - | Ancien conseiller municipal de Brest Remplace Marguerite Lamour, élue députée, à partir du 30 septembre 2002           |
|                     | Jacques Berthelot       | RPR puis UMP    | 04 | - | Ancien conseiller général, ancien maire de Brest                                                                       |
|                     | Christian Ménard        | UDF puis UMP    | 05 | - | Député-maire de Châteauneuf-du-Faou                                                                                    |
|                     | Benoît Lecomte          | RPR puis UMP    | 13 | - | Adjoint au maire de Quimper, vice-président de QC Remplace Christian Ménard, élu député, à partir du 30 septembre 2002 |
|                     | Adrien Kervella *       | RPR puis UMP    | 06 | - | Maire et conseiller général de Saint-Pol-de-Léon                                                                       |
|                     | Alain Chrétien          | RPR puis UMP    | 11 | - | Conseiller municipal de Trégunc Remplace Adrien Kervella, démissionnaire, à partir d'avril 2001                        |
|                     | Jean-François Garrec    | RPR puis UMP    | 07 | - | Conseiller municipal de Saint-Évarzec                                                                                  |
|                     | Dominique de Calan      | RPR puis UMP    | 08 | - | Conseiller municipal de Saint-Pol-de-Léon                                                                              |
|                     | Philippe Le Roux        | RPR puis UMP    | 09 | - | 1er adjoint au maire de Landivisiau, président de la CCPL                                                              |
|                     | Joël Marchadour         | UDF puis UMP    | 10 |   | Maire de Ploudaniel |
|                     | François Cuillandre     | PS              | 01 | - | Député-maire de Brest                                                                                                  |
|                     | Pierre Le Berre         | PS              | 11 | - | Maire de Plonéis Remplace François Cuillandre, élu maire de Brest, à partir d'avril 2001                               |
|                     | Marylise Lebranchu      | PS              | 02 | - | Secrétaire d'État, députée, conseillère municipale de Morlaix                                                          |
|                     | Yvon Guillou            | PS              | 12 | - | Ancien adjoint au maire de Carhaix-Plouguer Remplace Marylise Lebranchu, démissionnaire, à partir du 30 septembre 2002 |
|                     | Gérard Mével            | PS              | 03 | - | Conseiller municipal de Fouesnant                                                                                      |
|                     | Piero Rainero           | PCF             | 04 | - | Conseiller municipal de Quimper                                                                                        |
|                     | Yolande Boyer           | PS              | 05 | - | Maire de Châteaulin |
|                     | Gaëlle Abily            | PCF             | 10 | - | Remplace Yolande Boyer, élue sénatrice, à partir du 23 novembre 1998                                                   |
|                     | Dany Bellour            | PS              | 06 | - | Adjointe au maire de Concarneau                                                                                        |
|                     | Marc Labbey             | PS              | 07 | - | Adjoint au maire de Brest, 1er vice-président de la CUB                                                                |
|                     | Jean-Pierre Thomin      | PS              | 08 | - | Maire de Landerneau, ancien conseiller général                                                                         |
|                     | Jacques Maire           | PS              | 09 | - | Conseiller municipal de Plabennec puis de Brest, vice-président de la CUB                                              |
|                     | Olivier Morize          | FN puis MNR     | 01 | - | Conseiller municipal de Brest                                                                                          |
|                     | Claudine Dupont-Tingaud | FN puis MNR     | 02 | - | — |
|                     | Gilles Meurice          | TEAG            | 01 | - | 1er adjoint puis conseiller municipal de Landerneau                                                                    |
|                     | Arnaud Hell             | TEAG            | 02 | - | — |
|                     | Jean-Yves Cozan *       | UDF diss.       | 01 | - | Conseiller général d'Ouessant, ancien député                                                                           |
|                     | Bernard de Cadenet *    | RPR diss.       | 02 | - | Conseiller municipal de Brest                                                                                          |
| * Vice-président(e) |                         |                 |    |   | |

### 1992-1998
|                     | Ambroise Guellec *     | UDF-CDS     | 01 | -          | Député-maire de Pouldreuzic                                                               |
|                     | Bertrand Cousin *      | RPR         | 02 | -          | Député, conseiller municipal de Brest                                                     |
|                     | Arnaud Cazin *         | UDF-CDS     | 03 | -          | Député-maire de Morlaix                                                                   |
|                     | Jean-François Garrec   | RPR         | 04 | -          | Adjoint au maire de Saint-Évarzec                                                         |
|                     | Yves Quiniou           | UDF-CDS     | 05 | -          | Conseiller municipal de Concarneau                                                        |
|                     | René Gad *             | RPR         | 06 | -          | Maire de Lampaul-Guimiliau                                                                |
|                     | Bernard de Cadenet     | RPR         | 07 | -          | Conseiller municipal de Brest                                                             |
|                     | Michel Morvan          | UDF-PR      | 08 | -          | Maire de Roscoff                                                                          |
|                     | Hélène Tanguy          | RPR         | 09 | -          | Maire du Guilvinec                                                                        |
|                     | Yvon Callec            | UDF-CPR     | 10 | -          | Ancien conseiller municipal de Brest                                                      |
|                     | Jean Rohou             | RPR         | 11 | -          | Conseiller général de Carhaix-Plouguer                                                    |
|                     | Adrien Kervella        | RPR         | 12 | -          | Maire et conseiller général de Saint-Pol-de-Léon                                          |
|                     | Louis Le Pensec        | PS          | 01 | Socialiste | Ministre, député-maire de Mellac, conseiller général                                      |
|                     | Kofi Yamgnane          | PS          | 02 | Socialiste | Secrétaire d'État, député-maire de Saint-Coulitz, conseiller général                      |
|                     | Joseph Lareur          | PS          | 08 | Socialiste | Conseiller municipal de Plouzané Remplace Kofi Yamgnane, démissionnaire, à partir de 1997 |
|                     | Jean-Noël Kerdraon (*) | PS          | 03 | Socialiste | Député, 1er adjoint au maire de Brest                                                     |
|                     | Geneviève Garros       | PS          | 04 | Socialiste | Adjointe au maire de Quimper                                                              |
|                     | Marylise Lebranchu     | PS          | 05 | Socialiste | Secrétaire d'État, députée-maire de Morlaix                                               |
|                     | Daniel Bouër           | PS          | 06 | Socialiste | Adjoint au maire de Douarnenez                                                            |
|                     | Robert Moreau          | PS          | 07 | Socialiste | 1er adjoint puis maire de Plougonven, conseiller général                                  |
|                     | Olivier Morize         | FN          | 01 | -          | Conseiller municipal de Brest                                                             |
|                     | Michel Dor             | FN          | 02 | -          | —                                                                                         |
|                     | Pierre Delignière      | GÉ puis MEI | 01 | -          | —                                                                                         |
|                     | Bernard Uguen          | GÉ puis BÉ  | 01 | -          | —                                                                                         |
|                     | Alain Uguen            | LV          | 01 | -          | Conseiller municipal de Quimper                                                           |
|                     | Janick Moriceau        | LV          | 02 | -          | —                                                                                         |
| * Vice-président(e) |                        |             |    |            |                                                                                           |

(*) Jean-Noël Kerdraon est président du groupe socialiste.

### 1986-1992
|                     | Louis Le Pensec      | PS        | 01 | Socialiste | Député-maire de Mellac, conseiller général, ministre                                                                                                 |
|                     | Bernard Poignant     | PS        | 02 | Socialiste | Ancien député |
|                     | Jean-Pierre Thomin   | PS        | 12 | Socialiste | Conseiller général et maire de Landerneau Remplace Bernard Poignant, élu député (1re circ.), à partir d'octobre 1988                                 |
|                     | Robert Moreau        | PS        | 03 | Socialiste | 1er adjoint au maire de Plougonven, conseiller général                                                                                               |
|                     | Jean-Noël Kerdraon   | PS        | 04 | Socialiste | 1er adjoint au maire de Brest |
|                     | Joseph Lareur        | PS        | 05 | Socialiste | Conseiller municipal de Plouzané |
|                     | Yolande Boyer        | PS        | 06 | Socialiste | Conseillère municipale de Châteaulin |
|                     | Gilbert Le Bris      | PS        | 07 | Socialiste | Maire et conseiller général de Concarneau |
|                     | Jean-Pierre Hue      | PS        | 11 | Socialiste | Adjoint spécial au maire de Brest chargé du quartier Saint-Marc Remplace Gilbert Le Bris, suppléant devenu député (8e circ.), à partir de l'été 1988 |
|                     | Ronan Leprohon       | PS        | 08 | Socialiste | 5e adjoint au maire de Brest et 3e vice-président de la CUB                                                                                          |
|                     | Daniel Bouër         | PS        | 09 | Socialiste | Adjoint au maire de Douarnenez |
|                     | Marylise Lebranchu   | PS        | 10 | Socialiste | Conseillère municipale de Morlaix |
|                     | Jean-Yves Cozan      | UDF-CDS   | 01 | -          | Député, conseiller général, adjoint au maire de Quimper                                                                                              |
|                     | Jean-Yves Le Borgne  | UDF-PR    | 10 | -          | Adjoint au maire de Brest Remplace Jean-Yves Cozan, élu député (6e circ.), à partir de juin 1988                                                     |
|                     | Bernard de Cadenet   | RPR       | 02 | -          | — |
|                     | Yvon Callec          | UDF-CPR   | 03 | -          | Adjoint au maire de Brest |
|                     | Hervé Tinevez        | RPR       | 04 | -          | Maire et conseiller général de Châteaulin |
|                     | Arnaud Cazin         | UDF-CDS   | 05 | -          | Conseiller municipal puis maire de Morlaix |
|                     | Alain Gérard         | RPR       | 06 | -          | Sénateur, 1er adjoint au maire de Quimper |
|                     | Michel Morvan *      | UDF-PR    | 07 | -          | Maire de Roscoff |
|                     | René Gad             | RPR       | 08 | -          | Maire de Lampaul-Guimiliau |
|                     | Jacques de Menou (*) | RPR       | 09 | -          | Sénateur, maire de Plouvorn, conseiller général de Plouzévédé                                                                                        |
|                     | René Baron           | RPR       | 11 | -          | — Remplace Jacques de Menou, élu sénateur, à partir de septembre 1989                                                                                |
|                     | Marc Bécam           | RPR diss. | 01 | -          | Député-maire de Quimper, conseiller général |
|                     | Georges Lombard      | UDF diss. | 02 | -          | Sénateur, conseiller général |
|                     | Jean Rohou           | DVD       | 03 | -          | Conseiller général, ancien maire de Carhaix-Plouguer                                                                                                 |
|                     | Adrien Kervella      | RPR diss. | 04 | -          | Maire et conseiller général de Saint-Pol-de-Léon |
|                     | Louis Le Roux        | PCF       | 01 | -          | — |
|                     | Olivier Morize       | FN        | 01 | -          | — |
| * Vice-président(e) |                      |           |    |            | |